# Imsu
Imsu (accadi: 𒅎𒍮, Im-ZUM) va ser un antic rei d'Assíria. Apareix a la Llista dels reis d'Assíria com el setè «disset reis que vivien en tendes» segons la Crònica Mesopotàmica. Imsu va succeir a Mandaru i va ser succeït per Harsu. No se sap res del seu regnat.